# Neoguraleus finlayi
Neoguraleus finlayi är en snäckart som beskrevs av Powell 1942. Neoguraleus finlayi ingår i släktet Neoguraleus och familjen kägelsnäckor. Inga underarter finns listade i Catalogue of Life.